# Telemadrid SAT
Telemadrid SAT foi um dos canais do Ente Público Radio Televisión Madrid (EPRTVM) que emite para toda a Europa, através do satélite Astra. Este canal tem como objectivo aproximar a televisão e cultura madrilena a todos os madrilenos que vivem fora da Comunidade de Madrid, tanto na Espanha como na Europa, assim como ao resto de cidadãos destas zonas.
A sua programação baseia-se principalmente em conteúdos de produção própria dos canais do EPRTVM.